# Американо-хорватские отношения
Американо-хорватские отношения — двусторонние дипломатические отношения  между США и Хорватией. 

## История
Дипломатические отношения между странами были установлены в 1992 году, после обретения Хорватией независимости от Югославии. Двусторонние отношения между странами очень сильны. После обретения независимости Хорватией, США оказывали поддержку этой стране в развитии демократического, безопасного и ориентированного на рынок общества, а также помогали вступить в евроатлантические институты. Соединённые Штаты приветствовали желание Хорватии играть позитивную и стабилизирующую роль в регионе, оказывали серьёзную моральную и экономическую помощь. 1 июля 2013 года Хорватия вступила в Европейский союз.
В 2009 году Хорватия вступила в НАТО и принимала участие в военных операциях в Афганистане, Косове, Ливии, а также в миротворческих миссиях Организации Объединённых Наций в Ливане, Кипре, Индии, Пакистане, Западной Сахаре и Голанских высотах.

## Дипломатические представительства
- США имеют посольство в Загребе[1]. Временный поверенный в делах США в Хорватии — Марк Флеминг.
- Хорватия имеет посольство в Вашингтоне[2], а также генеральные консульства в Лос-Анджелесе, Нью-Йорке, и Чикаго. Чрезвычайный и полномочный посол Хорватии в США — Пьер Шимунович[англ.].

## Торговля
Правительство Хорватии сотрудничает с США в целях продвижения экономических реформ, консолидации государственных расходов, улучшении бизнес-климата и экономического роста. Соединённые Штаты и Хорватия заключили двусторонний инвестиционный договор и соглашение о защите инвестиций.